# Bayrhamerplatz 8

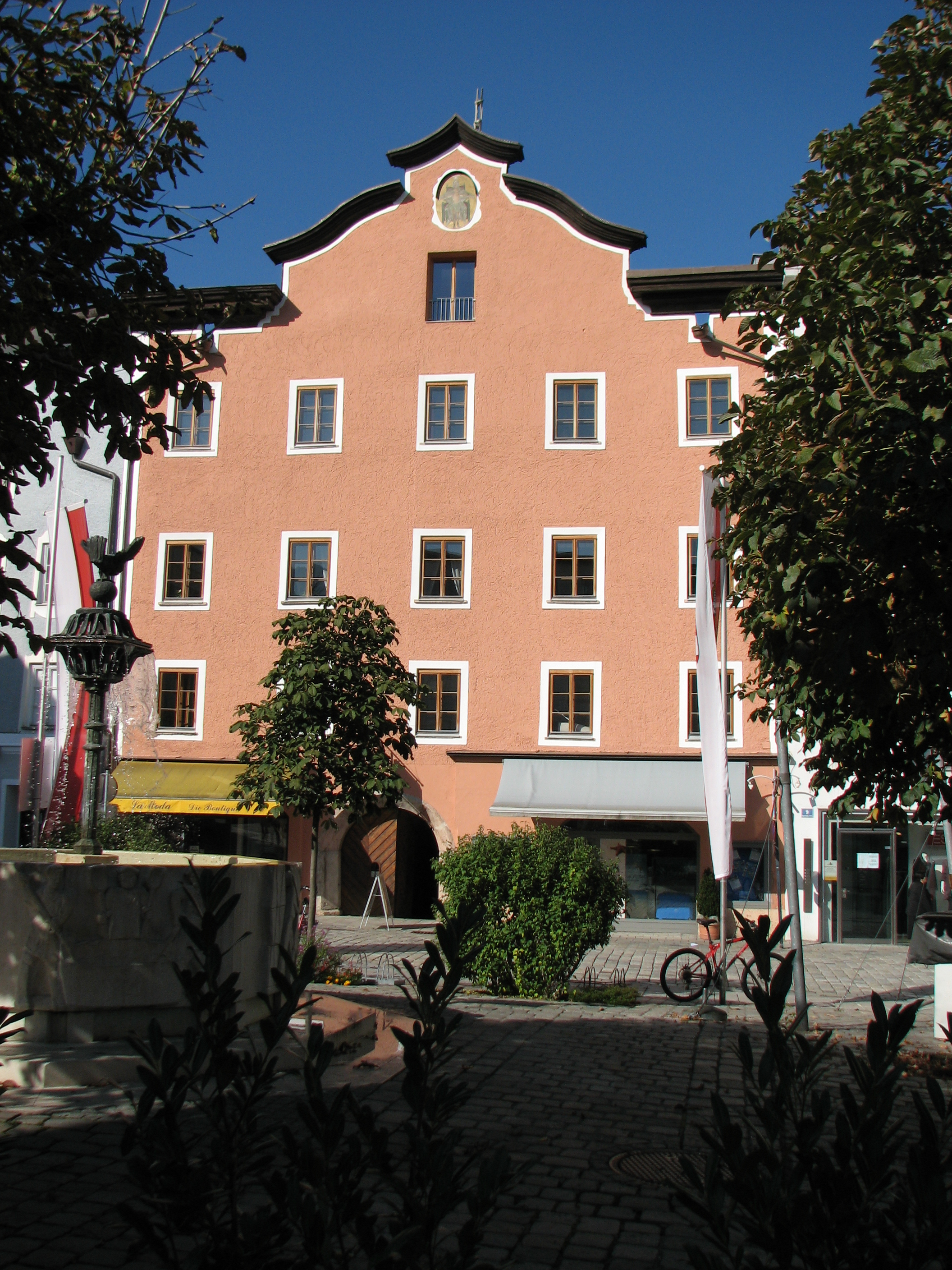
Bürgerhaus am Bayrhamerplatz 8

Gotisches Schriftband, IHS, 1527

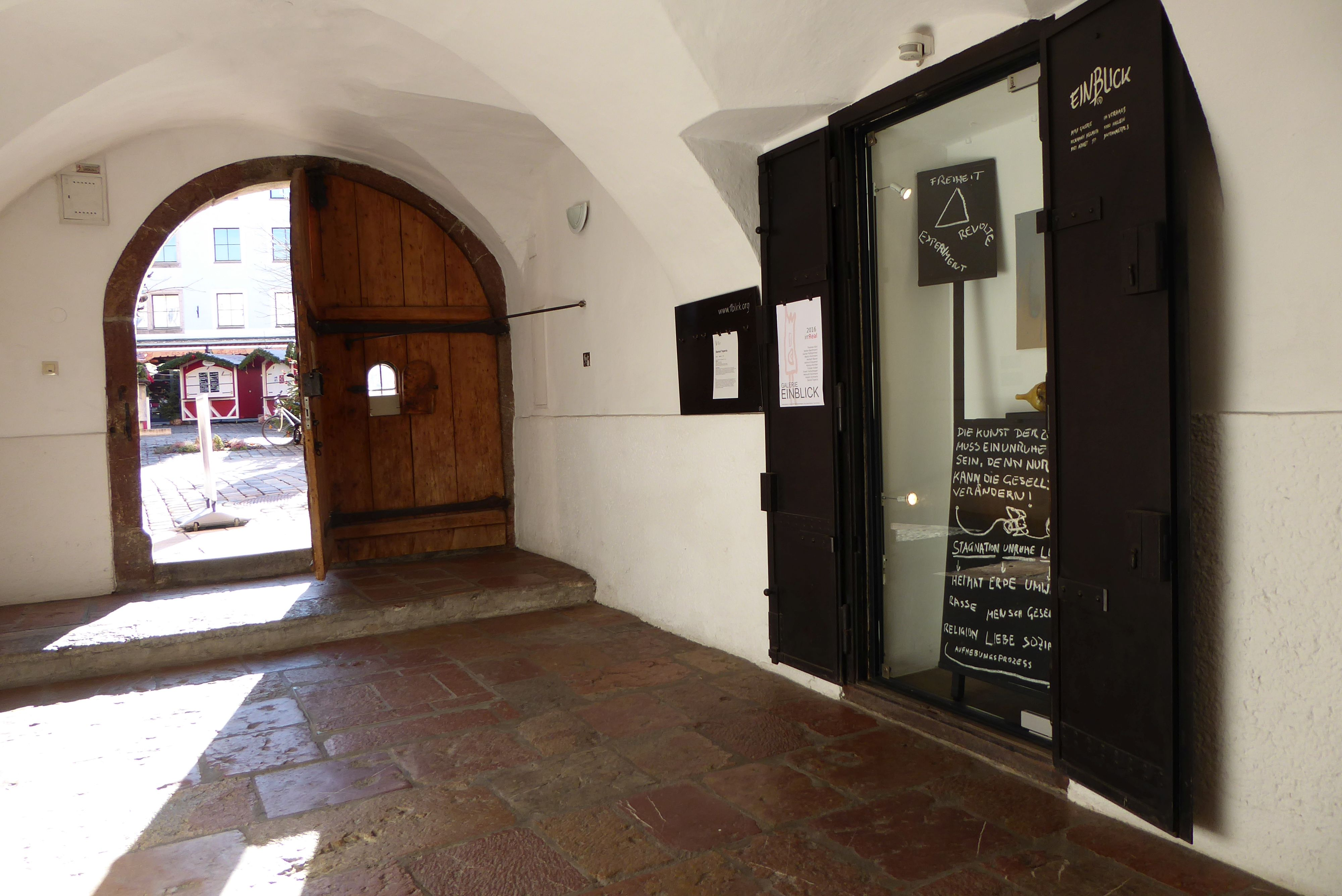
Tonnengewölbtes Vorhaus mit Ausstellungsraum "1Blick. Kunst im Vorhaus"

Das Haus Bayrhamerplatz 8 in Hallein ist ein Bürgerhaus am Bayrhamerplatz der Salzburger Stadtgemeinde Hallein im Bezirk Hallein. Die Bausubstanz geht auf das 16. Jahrhundert zurück. Das Gebäude steht unter Denkmalschutz (Listeneintrag).

## Baubeschreibung
Das Haus bildet mit anderen Häusern am Platz ein Bauensemble in der sogenannten Inn-Salzach-Bauweise. 
Die viergeschoßige Fassade ist fünfteilig mit Fenstern gegliedert und zeigt vor dem giebelständigen Dach mittig einen eingezogenen, zweifach abgetreppten geschwungenen Barockgiebel. Das Hauptportal ist rundbogig mit einem Steingewände aus Adneter Marmor (Rot-Grauer-Schnöll), die beiden massiven Türflügel sind aus dem 16. Jahrhundert.
Im Gebäudeinneren findet sich im ersten Stock an einem Balken der Holzdecke ein geschnitztes gotisches Schriftband mit 1527 und IHS. Diese Holzdecke zeigt weiters als Kerbschnitt einen Drudenfuß.
Es sind drei schliefbare Kamine erhalten.

## Kunstraum
Im Foyer befindet sich seit 1992 auf kleinstem Raum die Galerie 1Blick. Kunst im Vorhaus, welche im monatlichen Wechsel Werke der Bildenden Kunst ausstellt.
Am Dachfirst hinter dem Barockgiebel wird seit 2003 im Wechsel eine Holzskulptur gezeigt.